# Východní jižní státy

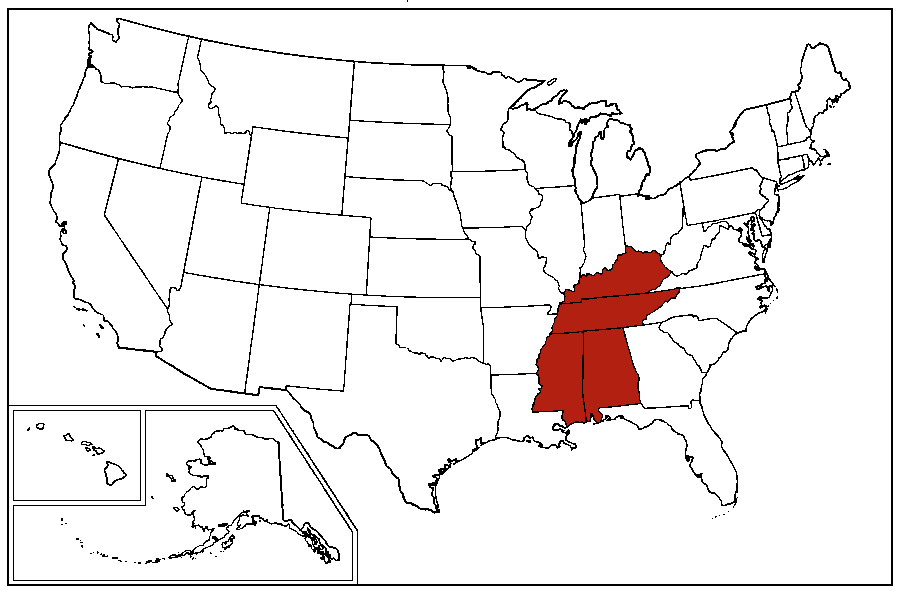
Východní jižní státy na mapě USA

Východní jižní státy (East South Central States) je jedna z devíti oblastí USA. Patří sem státy Alabama, Kentucky, Mississippi a Tennessee. Oblast tvoří jednu ze tří částí širšího regionu známého jako Jih Spojených států amerických (další je Jihoatlantská oblast a Západní jižní státy).
V roce 2010 zde žilo přibližně 18 022 810 obyvatel a rozloha činí 475 006 km².
| Stát        | Sčítání 2010 | Plocha |
| ----------- | ------------ | ------ |
| Alabama     | 4 833 722    | 52 419 |
| Kentucky    | 4 395 295    | 40 409 |
| Mississippi | 2 984 926    | 48 430 |
| Tennessee   | 6 495 978    | 42 143 |